# Hold On ’til the Night
Hold On 'til the Night (с англ. — «Продержись до ночи») — дебютный студийный альбом американского исполнителя Грейсона Ченса. Альбом вышел 2 августа 2011 года на лейблах eleveneleven, Maverick Records, Streamline Records и Geffen Records. Этот альбом Ченса — первый, вышедший на лейбле Эллен Дедженерес «eleveneleven». Выходу альбома предшествовал выпуск двух синглов, «Waiting Outside the Lines» и «Unfriend You». Альбом был записан в Лос-Анджелесе и продюсировался группой «The Matrix», Билли Стайнбергом и Роном Фэиром.

## История
После того, как видео Грейсона, исполняющего песню Леди Гаги «Paparazzi» стало вирусным на YouTube, его пригласила на своё шоу американская ведущая Эллен Дедженерес. Тогда же она основала лейбл «eleveneleven» и Ченс стал её первым артистом, а его дебютный альбом «Hold On 'til the Night» — первым, выпущенным на этом лейбле.
Первый сингл с альбома, песню «Waiting Outside the Lines» спродюсировал «легендарный» продюсер Рон Фэйр.

## Синглы
«Waiting Outside the Lines» был выпущен в качестве первого сингла 26 октября 2010 года и в качестве мини-альбома 19 апреля 2011 года. Видеоклип сняла Санаа Хамри (Sanaa Hamri), он вышел 13 декабря 2010 года.
17 мая 2011 года вышел второй сингл «Unfriend You» Видеоклип при участии Арианы Гранде,. вышел 30 июня 2011 года.
«Hold On 'til the Night», открывающая альбом песня, стал третьим синглом с альбома. Видеоклип был снят 6 ноября 2011 года. Премьера видео состоялась 9 декабря того же года на канале VEVO.
В Азии был выпущен и четвёртый сингл, «Take a Look at Me Now» 5 февраля 2012 года.

## Отзывы критиков
Дебютный альбом Ченса получил отзывы от смешанных до позитивных. Журнал «Us Magazine» дал Ченсу 3 звезды и позитивный отзыв, отметив, что он «превзошёл себя с 10 оригинальными [песнями]». «Entertainment Weekly» оценило релиз положительно, в том числе отметив его взрослый голос: «Ченс открывает зрителю удивительно взрослый голос в песне „Hold On 'Til the Night“ („Heart Like Stone“ оставляет приятное прикосновение of outsider brooding), хотя подстёгнутая Facebook мелодрама „Unfriend You“ напоминает слушателям, что он, в конце концов, всего лишь ребёнок». Общая оценка альбома — B (по-русски «4»). Джон Терод из «Toronto Star» оценивает альбом на 3,5 звезды и пишет, что «дебютный альбом парня с 10 песнями это цельная попытка, которая откликается большим влиянием мальчиковых групп 1990-х» и заканчивает обзор словами: «этот YouTube-феномен стоит здесь на твёрдой артистичной почве.»
Журнал «Rolling Stone» оценивает альбом на 2 звезды, отмечая: «13-летний подросток ничем не угрожает, выпустив этот потенциальный блокбастер в качестве своего дебюта». Тем не менее пользователи портала «the Rolling Stone» оценили альбом на 4,5 звезды. «NY Daily News» также оценивает альбом на 2 звезды, объясняя своё решение: «андрогинная подача певца — которая лежит далеко на север от таковой у Джастина Бибера — ограничивает его возможность создать альбомные баллады, которые бы подошли кому-либо старше его самого».
Портал «Metacritic» дал альбому 61 балл из 100 на основе 4 отзывов.

## Коммерческий успех
В США альбом продался в количестве 16 185 копий за первую неделю, дебютировав на 29 строчке в чарте Billboard 200. В Канаде альбом дебютировал на 67 позиции в канадском чарте альбомов Canadian Albums Chart. Альбом повторно вошёл в чарт Billboard 200 22 сентября 2011 года на 144 месте.

## Список песен
1. «Waiting Outside the Lines» (3:51)
2. «Unfriend You» (3:20)
3. «Home Is in Your Eyes» (3:30)
4. «Hold On 'til the Night» (3:41)
5. «Heart Like Stone» (3:48)
6. «Little London Girl» (2:58)
7. «Cheyenne» (2:55)
8. «Summertrain» (4:31)
9. «Stranded» (3:44)
10. «Take a Look at Me Now» (3:35)

## Чарты
| Чарт (2011)                    | Высшая позиция |
| ------------------------------ | -------------- |
| Канада (Canadian Albums Chart) | 67             |
| США (Billboard 200)            | 29             |